# American Pie Presents: Girls' Rules
American Pie Presents: Girls' Rules es una película de comedia erótica estadounidense directa a DVD de 2020 dirigida por Mike Elliott. Es la quinta entrega de la serie de películas American Pie Presents, un spin-off de la franquicia American Pie y la novena entrega en general. También es la primera película de la franquicia que no presenta a Eugene Levy ni contiene desnudos. La película sirve como una secuela independiente, que gira en torno a la prima de Steve Stifler, Stephanie (Lizze Broadway) y sus amigos.
La película fue lanzada a través de vídeo bajo demanda y en DVD el 6 de octubre de 2020 por Universal Pictures. Fue estrenada en Blu-ray el 7 de septiembre de 2021.

## Reparto
- Madison Pettis como Annie
- Lizze Broadway como Stephanie Stifler
- Piper Curda como Kayla
- Natasha Behnam como Michelle
- Darren Barnet como Grant
- Zachary Gordon como Emmett
- Camaron Engels como Tim
- Zayne Emory como Jason
- Christian Valderrama como Oliver
- Sara Rue como Ellen
- Ed Quinn como Kevin
- Danny Trejo como Janitor Steve Garcia
- Lucas Adams como McCormick
- Patricia Elliott como MeePaw
- Barry Bostwick como PeePaw
- Rasheda Crockett como Rose
- Tatiana DeMaria como Cantante

## Desarrollo
Después del éxito de American Pie Presents: The Book of Love, el escritor David H. Steinberg fue contratado en 2010 para escribir la próxima película de la serie titulada American Pie Presents: East Great Falls, centrada en cuatro estudiantes varones de East Great Falls High School que todos se enamoran de la misma estudiante. Universal Studios contrató nuevos escritores a partir de 2017 para cambiar los géneros de todos los personajes.